# يوم النشاش
يوم النشاش أحد أيام العرب في الجاهلية، تواجهت فيه بنو عامر و بنو حنيفة  والنشاش هو اسم وادي كثير شجرة الحمض.

## نبذة
لَما أوقعَ بالعامريين يوم الفلج الثاني قال عمر بن الوازع الحنفي: لستُ بدون عبد الله بن النعمان وغيره ممن يغير، وهذه فترة يُؤمَن فيها عقوبة السلطان، فمضى يريد أُضاخ، فلمّا كان بأرض الشريف بثّ خيله فأغارت وأغارَ فملأ يده من الغنائم، وأقبلَ ومن معه حتى نزلوا النشاش، وأقبلت بنو عامر حاشدة حتى أغارت فلم يفاجأ عمر بن الوازع إلا برغاء الإبل، فجمع ابن الوازع النساء في فسطاط، وأقامَ عليهنّ حرسًا من ثقاته، ولقي القوم فقاتلهم فهزمت حنيفة ومن معها، وهرب ابن الوازع فلحق باليمامة، وتساقط منهم خلق في قلب النشاش من العطش وشدة الحر، فطُلب ابن الوازع، فلم يُعثر عليه، ورجعوا بالأسرى والنساء. 

## الشعر
قال بعض بني نُمير:

| إذا عُدَّ الفعال وجدتُ قومي   |  | نُمَيْرًا بَذَّ فعلُهُمُ الفَعالا  |
| هم قتلوا البهيم بِهَا وَجَوْنًا |  | علانيةً وما قُتِلا اغتيالا |
| بهيم بن عَزَّة               |  |                         |

وقال حُدَيْج النميري:
وقال دَلَمُ بن صامت النُّمَيْري:

| أنا النميري الذي يحمي مُضر |  | يرفعُ من أبصارهم فوق البصرْ  |
| مُبارك الراية مرزوق الظَّفرْ  |  | إنّ اليمانيين فرسان الحمر   |
| لم يصبروا للمشرفيات البُتُرْ |  | والطعن بالْمُرَّان أجواف البهر |
| لَما ضربناهُمْ بِصَيَّاحٍ ذكر     |  | طاير عنه القين شذّان الشّرر  |

وقال القحيف أيضًا:
وقال أيضًا:

| فداءٌ خالتي لبني عقيلٍ      |  | وكعبٌ حين تزدحمُ الجدودُ |
| وهُم تُركوا على النشاش صَرْعى |  | بضربٍ ثَمَّ أَهْوَنُه شديدُ    |

وقال حصين النميري:

| يا دارَ جمل بلوى مُتَالِعِ     |  | كأنّها بعد الجميع الرابعِ |
| سَحْقُ يمانٍ بَعْدَ لَوْنٍ ناصعِ     |  | الله لَقَّى عمر بن الوازعِ  |
| دائرة السوء بِفَجْعٍ فاجعِ     |  | لَما لقونا خلفه الطلائعِ  |
| وَلّوا شلالا كالنَّعام الفازعِ |  |                         |

وقال بعضُ بني نُمَير:
وقال القحيف العقيلي:
وقال سعد بن عَيّاش الغَنَوي:
وقال القحيف: